# 倪海曙
倪海曙（1918年—1988年），原名倪伟良，笔名王大生、魏凉、道生、基达、文之初等，男，上海人，中国语言学家、文字改革家、作家、编辑出版家，曾任第三届全国人大代表，第五、六届全国政协委员。